# Porn Stars
Porn Stars è il secondo album in studio dei Pretty Boy Floyd, uscito nel 1998 per l'Etichetta Cleopatra Records.
L'album contiene 5 brani ri-registrati, già inclusi nell'album d'esordio Leather Boyz with Electric Toyz. La produzione dell'album è notevolmente più grezza rispetto al debutto.
Il disco contiene due cover, Shout It Out Loud dei Kiss e Department of Youth di Alice Cooper. Ironicamente, il chitarrista Keri Kelli è successivamente divenuto membro del gruppo di Cooper.

## Tracce
1. Good Girl Gone Bad (Kane, Majors, Summers) 3:43
2. Rock & Roll Outlaws (Kane, Majors, Pusateri, Stiles, Summers) 2:34
3. Shy Diane (Stiles) 4:16
4. Shout It Out Loud (Ezrin, Simmons, Stanley) 2:44 (Kiss Cover)
5. Leather Boyz with Electric Toyz (Kane, Majors, Pusateri, Stiles, Summers) 4:08
6. I Wanna Be with You (Kane, Majors, Pusateri, Stiles, Summers) 4:25
7. Saturday Night (Meagher, Stiles) 4:58
8. 48 Hours (Kane, Majors, Pusateri, Stiles, Summers) 3:06
9. Summer Luv (Focx, Stiles) 4:42
10. Your Momma Won't Know 	(Kane, Majors, Pusateri, Stiles, Summers) 4:07
11. Restless (Stiles) 4:25
12. Set the Nite on Fire (Kane, Majors, Summers) 3:36
13. Dept. of Youth (Cooper, Ezrin, Wagner) 2:59 (Alice Cooper Cover)

### Tracce aggiunte nella versione giapponese (2000)
- 14. Shut Up
- 15. Stupid Girl

## Formazione
- Steve "Sex" Summers - Voce
- Kristy "Krash" Majors - Chitarra
- Keri Kelli - Chitarra
- Keff Ratcliffe - Basso
- Kari Kane - Batteria